# Station Appleford
Appleford is een station van National Rail in Appleford-on-Thames, Vale of White Horse in Engeland. Het station is eigendom van Network Rail en wordt beheerd door Great Western Railway. 